# Lillträsket (Töre socken, Norrbotten, 734985-180310)
Lillträsket är en sjö i Kalix kommun i Norrbotten och ingår i Töreälvens huvudavrinningsområde.